# قلعه مورای (ولایت شینانو)

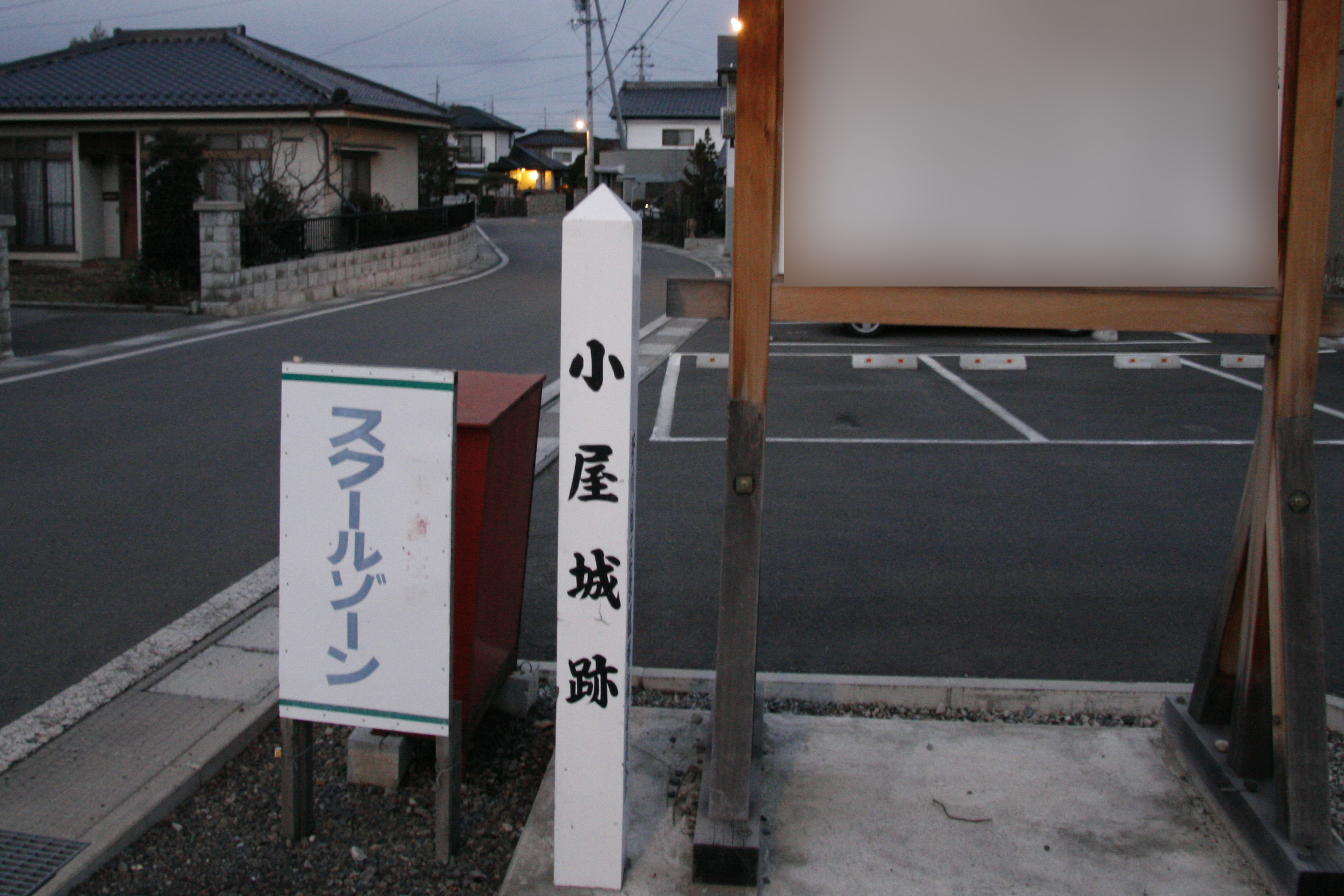
محل قلعه

قلعه مورای (به ژاپنی: 村井城)، یک قلعه ژاپنی است که در دوره سنگوکو در ولایت شینانو و امروزه در استان ناگانو قرار دارد.